# Divinidylle
 (novembre 2013).
Si vous disposez d'ouvrages ou d'articles de référence ou si vous connaissez des sites web de qualité traitant du thème abordé ici, merci de compléter l'article en donnant les références utiles à sa vérifiabilité et en les liant à la section « Notes et références ».
Pour les articles homonymes, voir Divine et Divin (homonymie).
Albums de Vanessa Paradis
Vanessa Paradis au Zénith
(2001) Divinidylle Tour
(2008)
Singles
- Divine idylle 5 Juin 2007
- Dès que j'te vois octobre 2007
- L'Incendie février 2008modifier

Divinidylle est le titre du 5e album de Vanessa Paradis, sorti en 2007 après Bliss en 2000.
C'est la seconde fois que Vanessa propose un album multi-compositeurs, dont elle-même.
L'album remporte un grand succès en France avec 600 000 exemplaires vendus.

## Sortie
Divinidylle a d'abord été proposé en téléchargement légal le 27 août 2007 puis en support physique le 3 septembre en France, en Belgique et en Suisse. Du fait de son succès dans les pays francophones, il a bénéficié d'une sortie européenne.

## Supports
Divinidylle est sorti en CD dans le monde et en 33 tours, uniquement en France. Il n'existe pas de cassette audio.
En France, il existe deux variantes du livret. Selon les éditions, il fait figurer ou pas le nom du photographe de la peinture : Douglas M. Parker et cite ou pas Marceline dans les dédicaces.
Toujours en France, l'album a eu droit à deux éditions en coffret :
- la première est sortie en même temps que le CD normal : le coffret contient deux petits livres, l'un avec les photos de l'enregistrement, l'autre avec la reproduction du livret en plus grand format. Le CD a 11 titres.
- la deuxième édition a été commercialisée le 10 décembre 2007. Le coffret est identique au précédent sauf qu'il a les 3 titres bonus. Le CD a donc 14 titres.

On différencie les pressages français des pressages étrangers car les premiers ont un boîtier à coins arrondis dit 'Jewelbox', les autres des boîtiers cristal aux coins carrés.

## Chansons
| No  | Titre                                   | Paroles                                          | Musique                                           | Durée |
| --- | --------------------------------------- | ------------------------------------------------ | ------------------------------------------------- | ----- |
| 1.  | Divine Idylle                           | Marcel Kanche - Georges Kretek - Matthieu Chedid | Matthieu Chedid                                   | 2:42  |
| 2.  | Chet Baker                              | Jean Fauque                                      | Matthieu Chedid                                   | 2:59  |
| 3.  | Les Piles (en duo avec Matthieu Chedid) | Thomas Fersen                                    | Thomas Fersen                                     | 2:47  |
| 4.  | Dès que j'te vois                       | Matthieu Chedid                                  | Matthieu Chedid                                   | 3:24  |
| 5.  | Les Revenants                           | Franck Monnet                                    | Vanessa Paradis                                   | 3:37  |
| 6.  | Junior Suite                            | Didier Golemanas                                 | Alain Chamfort                                    | 3:30  |
| 7.  | L'incendie                              | Didier Golemanas                                 | Vanessa Paradis - Serge Ubrette - Matthieu Chedid | 3:26  |
| 8.  | Irrésistiblement                        | Brigitte Fontaine                                | Matthieu Chedid                                   | 2:51  |
| 9.  | La Bataille                             | Franck Monnet                                    | Vanessa Paradis                                   | 3:22  |
| 10. | La Mélodie                              | Franck Monnet                                    | Vanessa Paradis                                   | 2:58  |
| 11. | Jackadi                                 | Vanessa Paradis                                  | Vanessa Paradis                                   | 3:02  |

## Titres bonus
| No | Titre           | Paroles          | Musique               | Durée |
| -- | --------------- | ---------------- | --------------------- | ----- |
| 1. | I Wouldn't Dare | Bill Carter      | Ruth Ellsworth Carter | 4:24  |
| 2. | Emmenez-moi     | Charles Aznavour | Georges Garvarentz    | 3:18  |
| 3. | Abracadabra     | Franck Monnet    | Matthieu Chedid       | 2:58  |

Ces trois chansons, non incluses dans la liste des titres originale de l'album, ont été rajoutés sur l'édition japonaise et le coffret français sorti pour Noël 2007.
Emmenez-moi a été proposé en titre bonus pour l'achat de l'album en téléchargement légal lors de sa sortie.
D'abord réservés aux supports physiques, les 3 titres seront finalement disponibles en téléchargement légal le 8 décembre 2008.

## Singles
Trois singles en ont été extraits qui n'ont eu droit à aucune commercialisation en support physique, seulement en digital :
- Divine idylle - juin 2007  (numéro 2 des meilleures ventes de singles en téléchargement légal)
- Dès que j'te vois - novembre 2007 (numéro 6 des meilleures ventes de singles en téléchargement légal)
- L'incendie - février 2008

## Ventes et certifications
L'album a été certifié double disque de platine (400 000 ventes) le 27 novembre 2008 en France, et disque d'or en Belgique le 22 septembre 2007.
Dans le classement annuel des supports physiques 2007, il est classé 9e meilleure vente. Dans celui de 2008, il est toujours classé à la 35e position. Dans le classement annuel digital 2007, il est 7e et 34e dans celui de 2008.
À la fin de son exploitation, l'album s'est écoulé à 650 000 exemplaires.

## Anecdote
- La pochette de l'album, inspirée par le style du peintre symboliste autrichien Gustav Klimt, est signée par un certain J.D., Johnny Depp, le compagnon de la chanteuse à cette époque. L'affiche du concert "Divinidylle tour" est réalisée par Jean-Baptiste Mondino et fortement inspirée du graphisme de l'affichiste et peintre tchèque Alphonse Mucha. Deux inspirations issues du mouvement artistique Art nouveau.
- La chanson Junior Suite, écrite et composée par Didier Golemanas et Alain Chamfort, fut initialement prévue pour figurer sur l'album Bliss de Vanessa Paradis, sorti en 2000 avant d'être finalement intégrée à cet opus.
- Il s'agit du premier album de Vanessa à bénéficier d'une sortie en Angleterre depuis 15 ans.
- Deux chansons, pourtant enregistrées et mixées, seront écartées de la liste finale des titres de l'album : Mélo Market (écrit par Franck Monnet et composé par Vanessa Paradis) et Espagnolade (écrit et composé par Vanessa Paradis)

## Tournée
Les chansons de l'album, arrangé et réalisé par -M- & Patrice Renson, ont été défendues sur scène lors du Divinidylle Tour du 26 octobre au 19 décembre 2007, notamment à Paris au Zénith, à l'Élysée Montmartre et à Bercy.

Les versions live sont disponibles sur les CD et DVD du même nom. -M-, Patrice Renson, Albin de la Simone et les autres musiciens du disque studio l'accompagnent sur scène. L'équipe repartira défendre l'album lors d'une petite tournée des Festivals en juillet 2008.

## Récompenses
Divinidylle a obtenu la Victoire de la musique de l'Album de chansons, variétés de l'année 2008.
Il a également été nommé dans la catégorie Meilleur album français de l'année lors des 9e NRJ Music Awards.